# Charles Durkee
Charles Durkee (Royalton, 1805. december 10. – Omaha, 1870. január 14.) az Amerikai Egyesült Államok szenátora (Wisconsin, 1855–1861).